# São Braz do Piauí
São Braz do Piauí é um município brasileiro do estado do Piauí. Localiza-se a uma latitude 09º13'19" sul e a uma longitude 43º00'37" oeste. Sua população estimada em 2018 é de 4.444 habitantes. Possui uma área de 556,76 km².